# James Lewin
James Lewin (ur. 28 października 1887 w Berlinie, zm. 31 grudnia 1937 w Czelabińsku) – niemiecki lekarz neurolog.
Jego rodzicami byli Nathan Lewin (1852–1909) i Agathe z domu Wedel (1853–1904). Uczył się najpierw w Sophien-Gymnasium w Berlinie, od 1907 studiował filozofię na Uniwersytecie Fryderyka Wilhelma w Berlinie. Tytuł doktora filozofii otrzymał w 1912 na podstawie dysertacji Die Lehre von den Ideen bei Malebranche. W tym samym roku rozpoczął studia medyczne na Uniwersytecie w Lipsku, gdzie jego nauczycielem był Paul Flechsig. Po otrzymaniu tytułu doktora medycyny w 1917 został asystentem Siemerlinga w klinice psychiatrycznej w Kilonii. Od 1920 praktykował w Berlinie. W 1933 emigrował do Paryża, gdzie otworzył sklep akwarystyczny. W 1936 emigrował do Rosji. Podjął pracę w Instytucie Psychiatrii i Neuropatologii Kramera. W następnym roku został aresztowany przez NKWD, oskarżony o szpiegostwo i rozstrzelany. W 2005 roku rehabilitowany.

## Wybrane prace
- Die Lehre von den Ideen bei Malebranche (1912)
- Über Situations-Psychosen. Schumacher, 1917
- Repetitorium der Psychiatrie: ein klinischer Leitfaden für Studierende und Ärzte. Barth, 1918
- Geist und Seele: Ludwig Klages' Philosophie. Reuther & Reichard, 1931